# Lliga WABA
La Lliga Adriàtica de bàsquet femenina, també anomenada Lliga WABA, és una lliga de bàsquet professional que reuneix clubs femenins de Bòsnia i Hercegovina, Bulgària, Croàcia, Sèrbia, Montenegro i Eslovènia. En algunes edicions també hi ha participat equips de Àustria, Turquia, Hongria, Itàlia i Macedònia del Nord.
Els clubs participants en la lliga adriàtica, també participen en les seves respectives lligues domèstiques. El sistema de competició consisteix en una lliga amb 8 equips on finalment els 4 primers classificats juguen una Final Four.

## Historial
| En negreta = Equip guanyador (1) = Nombre de campionats (prò.) = Pròrroga Nota– Noms dels equips segons l'època |

| Edició | Temp.   | Data       | Campió                 | Resultat   | Subcampió                 | Seu                               | refs. |
| ------ | ------- | ---------- | ---------------------- | ---------- | ------------------------- | --------------------------------- | ----- |
| I      | 2001-02 |            | Merkur Celje           | lligueta   | Šibenik Jolly JBS         | Dvorana Baldekin, Šibenik         |       |
| II     | 2002-03 | 25-01-2003 | Željezničar Sarajevo   | 84–78      | Šibenik Jolly JBS         | Dvorana Mirza Delibašić, Sarajevo |       |
| III    | 2003-04 | 13-03-2004 | Gospić Industrogradnja | 59–58      | Šibenik Jolly JBS         | Gradska Školska Dvorana, Gospić   |       |
| IV     | 2004–05 | 16-02-2005 | Šibenik Jolly JBS      | 82–66      | Gospić Industrogradnja    | Dvorana Baldekin, Šibenik         |       |
| V      | 2005–06 | 25-02-2006 | Šibenik Jolly JBS      | 68–55      | Vojvodina NIS             | SPC Vojvodina, Novi Sad           |       |
| VI     | 2006–07 | 18-03-2007 | CSKA Sofia             | 73–67      | Šibenik Jolly JBS         | Universiada Hall, Sofia           |       |
| VII    | 2007–08 | 22-03-2008 | Šibenik Jolly JBS      | 72–66      | Gospić Croatia Osiguranje | Gradska Školska Dvorana, Gospić   |       |
| VIII   | 2008–09 | 15-03-2009 | Šibenik Jolly JBS      | 69–63      | Jedinstvo Bijelo Polje    | Nikoljac Hall, Bijelo Polje       |       |
| IX     | 2009–10 | 13-03-2010 | Gospić                 | 73–65      | Šibenik Jolly JBS         | Gradska Školska Dvorana, Gospić   |       |
| X      | 2010–11 |            | Šibenik Jolly JBS      | 20–0       | Gospić                    | Baldekin Hall, Šibenik            |       |
| XI     | 2011–12 |            | Partizan Galenika      | 74–65      | Čelik Zenica              |                                   |       |
| XII    | 2012–13 |            | Partizan Galenika      | 70–45      | Radivoj Korać             |                                   |       |
| XIII   | 2013–14 |            | Radivoj Korać          | 87–83      | Crvena zvezda             |                                   |       |
| XIV    | 2014–15 |            | Umana Reyer Venezia    | 69–52      | Radivoj Korać             |                                   |       |
| XV     | 2015–16 |            | Budućnost Bemax        | 74–58      | Medveščak                 |                                   |       |
| XVI    | 2016–17 |            | Athlete Celje          | 61–57      | Beroe                     |                                   |       |
| XVII   | 2017–18 |            | Budućnost Bemax        | 71–68      | Cinkarna Celje            |                                   |       |
| XVIII  | 2018–19 |            | Beroe                  | 65–64      | Budućnost Bemax           |                                   |       |
| XIX    | 2019–20 |            | Budućnost Bemax        | [ Nota 2 ] | Cinkarna Celje            |                                   |       |
| XX     | 2020–21 |            |                        |            |                           |                                   |       |
| XXI    | 2021–22 |            |                        |            |                           |                                   |       |
| XXII   | 2022–23 |            |                        |            |                           |                                   |       |
| XXIII  | 2023–24 |            |                        |            |                           |                                   |       |

1. ↑  Equip campió per incompareixença.
2. ↑  No es disputà la Final four.

## Títols
| Club                   | Guanyador | Finalista | Anys campió                  | Anys finalista               |
| ---------------------- | --------- | --------- | ---------------------------- | ---------------------------- |
| Šibenik                | 5         | 5         | 2005, 2006, 2008, 2009, 2011 | 2002, 2003, 2004, 2007, 2010 |
| Budućnost Podgorica    | 3         | 1         | 2016, 2018, 2020             | 2019                         |
| Gospić                 | 2         | 3         | 2004, 2010                   | 2005, 2008, 2011             |
| Athlete Celje          | 2         | 2         | 2002, 2017                   | 2018, 2020                   |
| Partizan               | 2         | –         | 2012, 2013                   | –                            |
| Radivoj Korać          | 1         | 2         | 2014                         | 2013, 2015                   |
| Beroe                  | 1         | 1         | 2019                         | 2017                         |
| Željezničar Sarajevo   | 1         | –         | 2003                         | –                            |
| CSKA Sofia             | 1         | –         | 2007                         | –                            |
| Umana Reyer Venezia    | 1         | –         | 2015                         | –                            |
| Vojvodina              | –         | 1         | –                            | 2006                         |
| Jedinstvo Bijelo Polje | –         | 1         | –                            | 2009                         |
| Čelik Zenica           | –         | 1         | –                            | 2012                         |
| Crvena zvezda          | –         | 1         | –                            | 2014                         |
| Medveščak              | –         | 1         | –                            | 2016                         |